# Kongnim sa
Kongnim sa (공림사 Klasztor Pustego Lasu) – koreański klasztor. 

## Historia klasztoru
Klasztor został wybudowany około 850 roku na południowo-zachodnim stoku góry Nanyŏng przez Narodowego Mistrza Chajonga. Chajong najpierw wybudował małą pustelnię, którą nazwał Ch'o am. Następnie król Silli Kyŏngmun (경문왕; pan. 861-875) ufundował przekształcenie pustelni w klasztor. Wtedy zmieniono także nazwę na Kongnim.
W 1399 roku klasztor został odnowiony przez mistrza sŏn Hamhŏ Tŭkt'onga (1376–1433). Następnie był rozbudowywany w okresie Chosŏn. Mieszkało w nim i nauczało wielu słynnych mistrzów. Jednym z nich był mistrz sŏn Puhyu Sŏnsu w szóstej generacji spadkobierca mistrza T'aego Pou (1301–1382). 
Klasztor został poważnie zniszczony w czasie wojny koreańskiej w latach 1950-1953 i jest restaurowany. Obecnie posiada także salę sŏn dla medytujących mnichów.
Klasztor znajduje się na zachodnim skraju Narodowego Parku góry Songni, niedaleko od drogi nr 37, mniej więcej w połowie Parku.

## Adres klasztoru
- 11 Cheongcheon-myeon, Goesan, Chungcheongbuk-do, Korea Południowa